# Fenoarivo Atsinanana
Fenoarivo Atsinanana – miasto we wschodniej części Madagaskaru, nad Oceanem Indyjskim. Stolica i największe miasto regionu Analanjirofo. Według spisu z 2018 roku liczy 41,7 tys. mieszkańców. 
Miasto jest jednym z najpopularniejszych kurortów na wschodnim wybrzeżu Madagaskaru. Jest to również centrum kultury goździków na wyspie.
Miejscowość jest siedzibą diecezji Fenoarivo Atsinanana.